# Tindaria hessleri
Tindaria hessleri is een tweekleppigensoort uit de familie van de Tindariidae. De wetenschappelijke naam van de soort is voor het eerst geldig gepubliceerd in 1977 door Sanders & Allen.